# Pepe el Molinero
José Gallardo Ponce, más conocido como Pepe el Molinero fue un cantaor flamenco payo, nacido en Campanario (Badajoz, Extremadura) en 1895 y fallecido en su pueblo en 1985. En su juventud fue molinero, de ahí el apodo.

## Estilo
No fue un innovador nato del arte flamenco, pero creó un estilo propio de taranta (tarantas de Pepe el Molinero), como quedó en su día registrado, por no hablar de sus famosas colombianas y milongas.
Fue gran especialista de los cantes de ida y vuelta, sobresaliente en los cantes de levante, con una voz fina, dulce y limpia.

## Vida artística
Pepe el Molinero actuó en el desaparecido Circo Price de Madrid y durante 1933 y 34 realizó al menos cinco grabaciones discográficas en discos de pizarra.
Terminada la contienda civil llevó a cabo varias giras artísticas por toda la geografía española, siendo muy apreciado y querido por toda la afición. Se retiró muy pronto de los escenarios, refugiándose en su pueblo natal donde pasó el resto de sus días, cantando en algunas reuniones para sus amigos íntimos y en las misas dominicales de su pueblo.